# Jacob Christoffersen
 Der er for få eller ingen kildehenvisninger i denne artikel, hvilket er et problem. Du kan hjælpe ved at angive troværdige kilder til de påstande, som fremføres i artiklen.

Jacob Christoffersen (født 31. marts 1967 i København er en dansk jazz-musiker, pianist og komponist. Han optræder som solist med eget orkester såvel som sideman i et utal af bandkonstellationer samt på over 60 indspilninger. Han modtog Ben Webster Prisen i 2013.
I perioden 2001-2011 spillede han keyboard i det dansk rockband Shu-bi-dua.

## Karriere
Han begyndte at modtage klaverundervisning som 9-årig, startede sin musikalske karriere som 12-årig, og som 17-årig modtog han sin første jazz-pris "Sørens penge".
Fra 1999-2014 var han ansat som docent på Rytmisk Musikkonservatorium i København.
Har udgivet fire jazz-albums i eget navn på pladeselskabet Stunt Records: JazzXperience 1999; Facing The Sun, 2005; JC3, 2011; We Want You, 2016 - sidstnævnte blev udnævnt til 'Årets album 2016' i Jazz Special. 
Udover at spille med sin egen trio, optræder han med en række kunstnere. Han har medvirket på et utal af indspilninger og har i pop-sammenhæng optrådt med bl.a.: Majbritte Ulrikkenholm, Ole Kibsgaard, Hanne Boel, Ridin' Thump, Søs Fenger, Kaya Brüel, Sanne Salomonsen, Anne Dorte Michelsen og Shu-bi-dua - i sidstnævnte spillede han keyboard fra 2001-2011.
I jazz-sammenhæng har han spillet med bl.a. Curtis Stigers, James Moody, Kenny Washington, Gregory Hutchinson, Jeff 'Tain' Watts, Joey Baron, Billy Hart, Jimmy Cobb, John Abercrombie, Scott Colley, Till Brönner, DR Big Band, Alex Riel, Chris Minh Doky, Lars Møller, Kristian Jørgensen, Lennart Ginman, Hans Ulrik, Tomas Franck, Jesper Thilo, Bo Stief, Jesper Lundgaard, Jens Winther, Anders Bergcrantz, Peter Asplund og Sinne Eeg.
Christoffersen blev i 2013 tildelt Ben Webster Prisen.

## Privatliv
Christoffersen var gift med Majbritte Ulrikkeholm fra ? til 2003.

## Diskografi
Med Shu-bi-dua
- Shu-bi-dua 18, 2005